# تصوير الشرايين التاجية الطبقي المبرمج
تصوير الشرايين التاجية الطبقي المبرمج (سي تي إيه) (بالإنجليزية: Coronary CT angiography، واختصارًا: CTA) هو استخدام تصوير الأوعية الطبقي المبرمج لتقييم الشرايين التاجية للقلب. يتلقى المريض حقنة وريدية من مادة مظللة ثم يُفحص القلب باستخدام التصوير المقطعي المحوسب عالي السرعة، ما يسمح للأطباء بتقييم مدى انسداد الشرايين التاجية، عادة من أجل تشخيص مرض القلب التاجي.
يتفوق «سي تي إيه» على تصوير كالسيوم الشرايين التاجية الطبقي المبرمج في تحديده خطر الحوادث القلبية الضائرة الرئيسية.

## الاستخدامات الطبية
جعلت أجهزة التصوير المقطعي المحوسب الأسرع تصويرَ القلب وجهاز الدوران عمليّةً جدًا في عدد من الحالات السريرية، وذلك بسبب قدراتها متعددة الشرائح. تسمح قدراتها الأسرع بتصوير القلب مع أقل درجة من الحركات اللاإرادية التي تتسبب بتشتّت الحركة على الصورة، وتملك عددًا من التطبيقات العملية. قد يكون مفيدًا في تشخيص مرض القلب التاجي عند الاشتباه به، والمتابعة بعد جراحة مجازة الشريان التاجي، وتقييم الداء القلبي الصمامي، وتقييم الكتل القلبية.
من غير المؤكد ما إذا كانت هذه الوسيلة ستحل مكان القسطرة التاجية. في الوقت الحالي، يبدو أن أكبر منفعة من التصوير المقطعي المحوسب للقلب تكمن في استبعاد مرض القلب التاجي أكثر من الإقرار بوجوده. يعود هذا إلى الحساسية العالية للاختبار (يصل معدل كشف الحالات إلى أكثر من 90%)، لذلك تستبعد نتائج الاختبار السلبية بشكل كبير مرض القلب التاجي (أي إن القيمة التنبؤية السلبية للاختبار عالية). على أي حال، يُعد الاختبار إلى حد ما أقل نوعية، لذلك تكون النتائج الإيجابية أقل حسمًا، وقد يحتاج المريض إلى تصوير الأوعية الباضع بعدها لتأكيد التشخيص.
تصل القيمة التنبؤية الإيجابية إلى 82% تقريبًا، وتصل القيمة التنبؤية السلبية إلى نحو 93% تقريبًا  يعني هذا أنه من بين كل 100 مريض يُظهر تصوير الأوعية الطبقي المبرمج إصابتهم بمرض القلب التاجي، يكون 18 شخصًا منهم غير مصابين به فعلًا، وأنه من بين كل 100 مريض تكون نتيجة تصوير الأوعية الطبقي المبرمج سلبية لديهم، يكون 7 منهم مصابين بمرض القلب التاجي فعلًا. يُعد كل من تصوير الشرايين التاجية الطبقي المبرمج وتصوير الأوعية الباضع بواسطة القسطرة القلبية متماثلين بالدقة التشخيصية عند مقارنتهما بمعيار مرجعي ثالث مثل التصوير بالأمواج فوق الصوتية داخل الأوعية أو احتياطي التدفق الجزئي.
يعطي الـ«سي تي إيه» القلبي إلى جانب قدراته التشخيصية معلوماتٍ مهمةً عن المآل. تُعد شدة التضيق ودرجة مرض القلب التاجي مؤشرين مهمين للمآل. على أي حال، من الميزات الفريدة للـ«سي تي إيه» القلبي حقيقة إمكانية التصوير المرئي لجدار الوعاء الدموي بطريقة غير باضعة. لذلك، تكون هذه التقنية قادرة على تحديد مميزات مرض القلب التاجي المرتبطة بتطور متلازمة الشريان التاجي الحادة.